# Eucalyptus gomphocephala

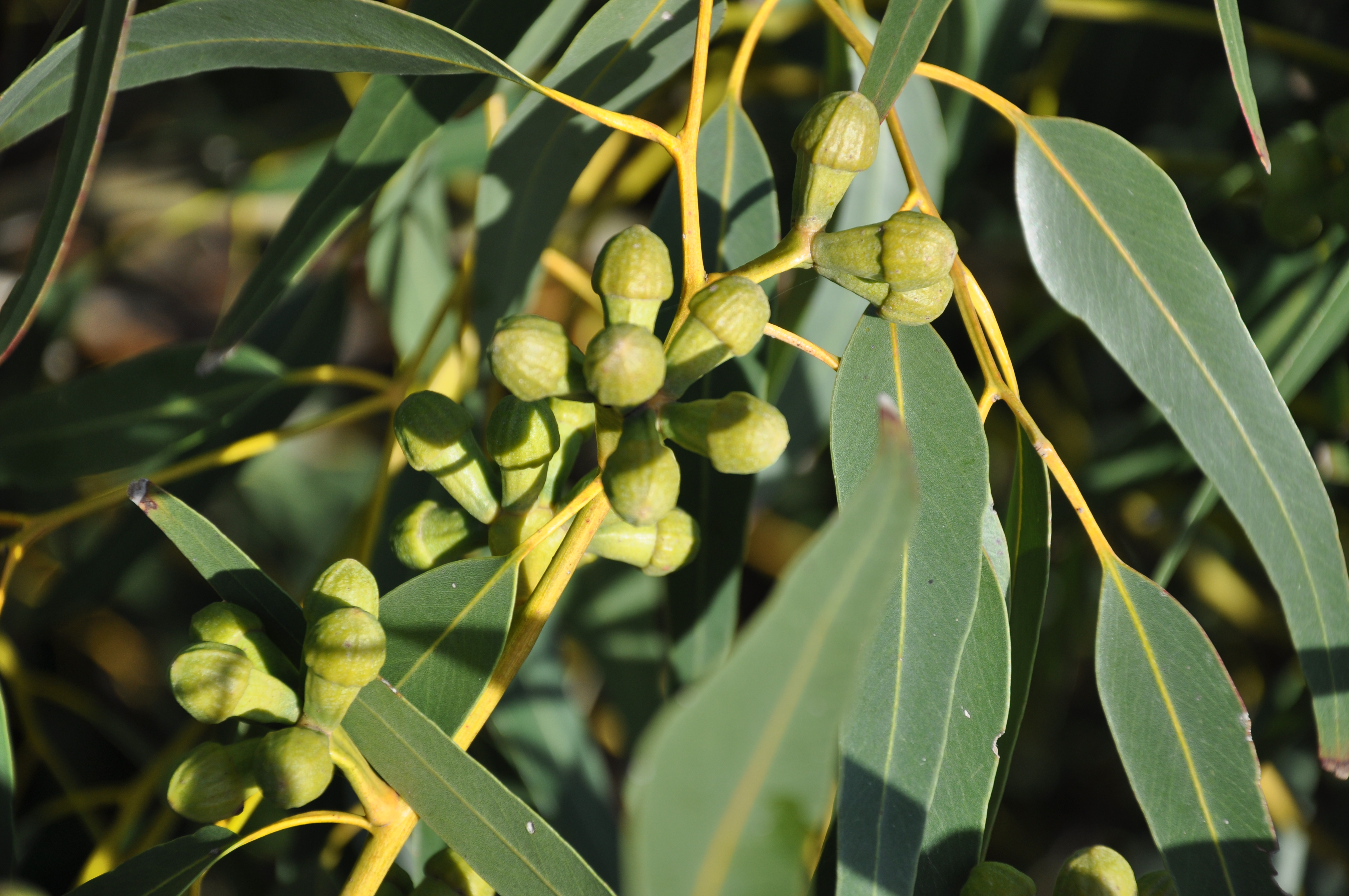
Brots

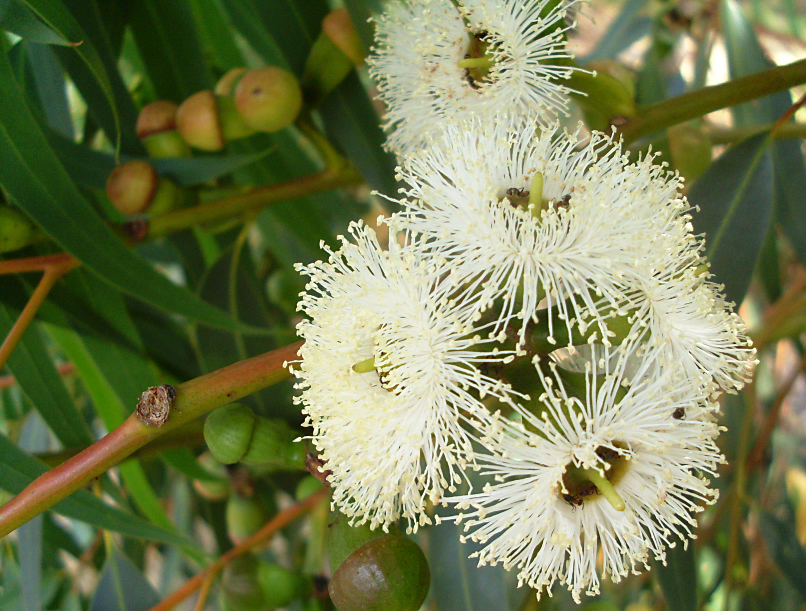
Flors

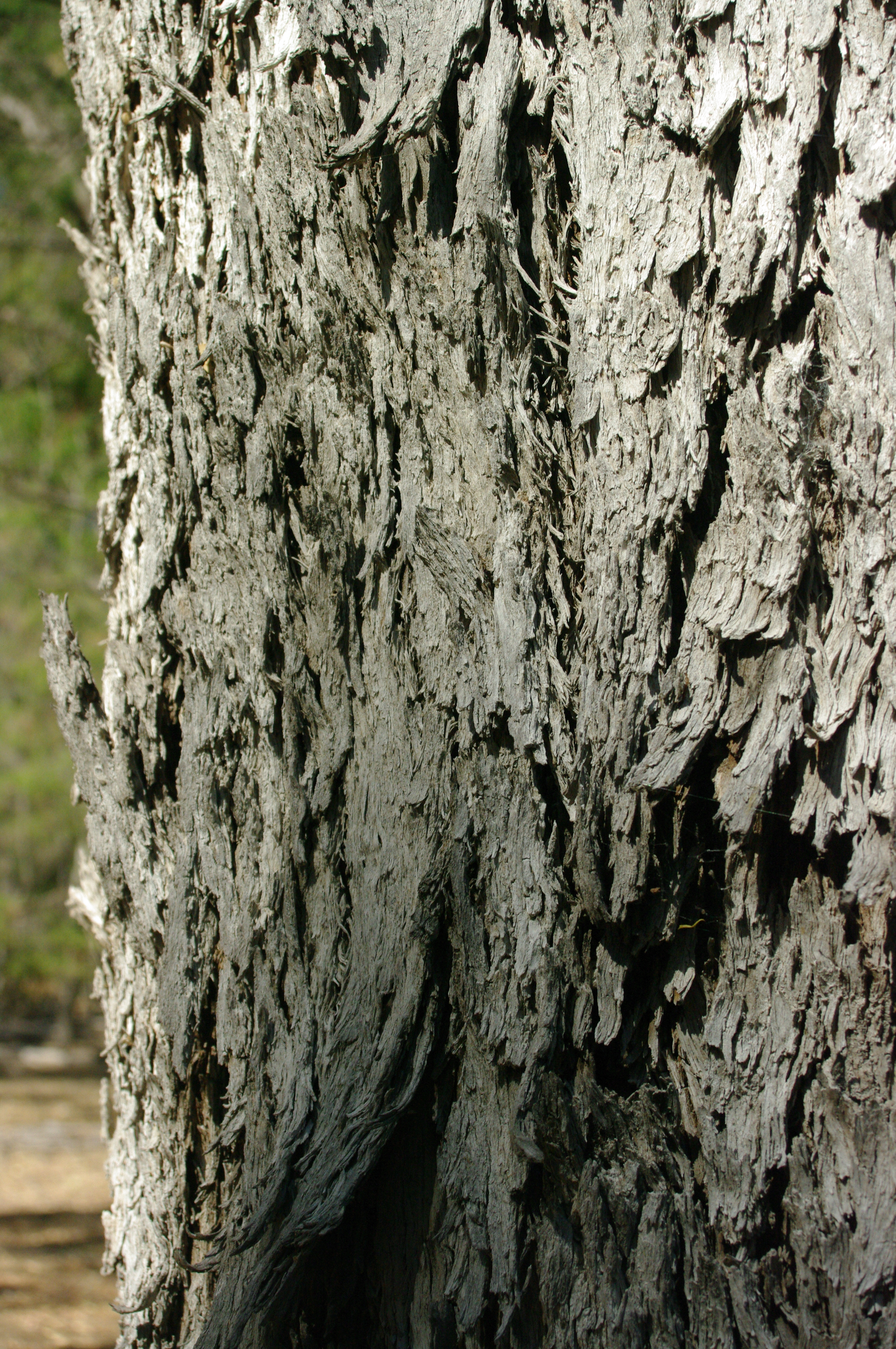
Tronc

Eucalyptus gomphocephalaés una espècie d'arbre del gènere Eucalyptus de la família de les Mirtàcies, nadiu del sud-est d'Austràlia Occidental.
L'arbre creix fins a arribar a mesurar més de 35 m d'alçada. Com a fusta dura resistent era molt sol·licitada per a la construcció i estructura de vaixells. El colorit i el patró del gra de la fusta la converteixen en una opció popular per a fabricació de mobles. A causa de la tala, aquest és un arbre protegit amb condicions enfocades a l'explotació forestal.
Té l'escorça aspra al llarg del tronc fins a les petites branquetes. Les fulles són pedunculades, alternades, lanceolades o falcades de 12 x 2 cm, lleugerament dicoloroses a concoloroses, brilloses, verd clares i primes. Les flors blanques apareixen des de mitjans d'estiu a mitjans de la tardor.

## Taxonomia
Eucalyptus gomphocephala va ser descrita per DC. i publicada a Prodromus Systematis Naturalis Regni Vegetabilis 3: 220. 1828.

### Etimologia
- Eucalyptus: prové del grec kaliptos, "cobert", i el prefix eu-, "bé", en referència a l'estructura llenyosa que cobreix i dona protecció a les seves flors.[3]
- gomphocephala: epítet.

### Sinonímia
- Eucalyptus gomphocephala var. rhodoxylon Blakely & Steedman[4]